# Шишов, Тихон
Тихон Шишов (эст. Tihhon Šišov; 11 февраля 1983 года, Таллин) — эстонский футболист, защитник. Выступал за национальную сборную Эстонии.

## Биография
В начале карьеры играл за таллинскую «Пууму» и «Вапрус» из Пярну, также много лет выступал за «Левадию».
В декабре 2008 года Тихон вместе с другим игроком «Левадии», Тармо Кинком, находился на просмотре в венгерском клубе «Дьёр». В январе 2009 года Шишов и его одноклубник Кинк подписали контракт с «Дьёром» на три с половиной года. Однако Шишов за этот клуб так и не сыграл, уже через неделю клуб пожелал расторгнуть контракт, впоследствии он был расторгнут по обоюдному согласию и футболист вернулся в «Левадию».
В январе 2010 бывший футболист «Левадии» официально был представлен в качестве игрока азербайджанского клуба «Хазар-Ленкорань». Сыграл 9 матчей весной 2010 года, после чего был выставлен на трансфер. Долго судился с клубом из-за невыплаты зарплаты, в это время тренировался с «Левадией» и «Нымме Калью».
В дальнейшем выступал за «Нымме Калью» и «Калев» (Силламяэ). В 2017 и 2018 годах побеждал в первой лиге в составе «Маарду ЛМ», затем играл в четвёртом и третьем дивизионах за «Таллин».
В сборной Эстонии дебютировал 30 ноября 2004 года в матче с Таиландом. Всего в 2004—2014 годах сыграл 42 матча за национальную команду.

## Достижения
- Чемпион Эстонии: 2000, 2004, 2006, 2007, 2008, 2009, 2012
- Обладатель Кубка Эстонии: 2000, 2002, 2004, 2005, 2007